# Кишно поле
Кишно поле (на сръбски: Кишно Поље; на албански: Kishnapola) е село в Косово, разположено в община Гниляне, окръг Гниляне. Населението му според преброяването през 2011 г. е 235 души, от тях: 232 (98,72 %) албанци и 3 (1,27 %) неизвестни.

## Население
Численост на населението според преброяванията през годините:
- 1948 – 433 души
- 1953 – 485 души
- 1961 – 534 души
- 1971 – 649 души
- 1981 – 654 души
- 1991 – 621 души
- 2011 – 235 души